# Музей історії української православної церкви

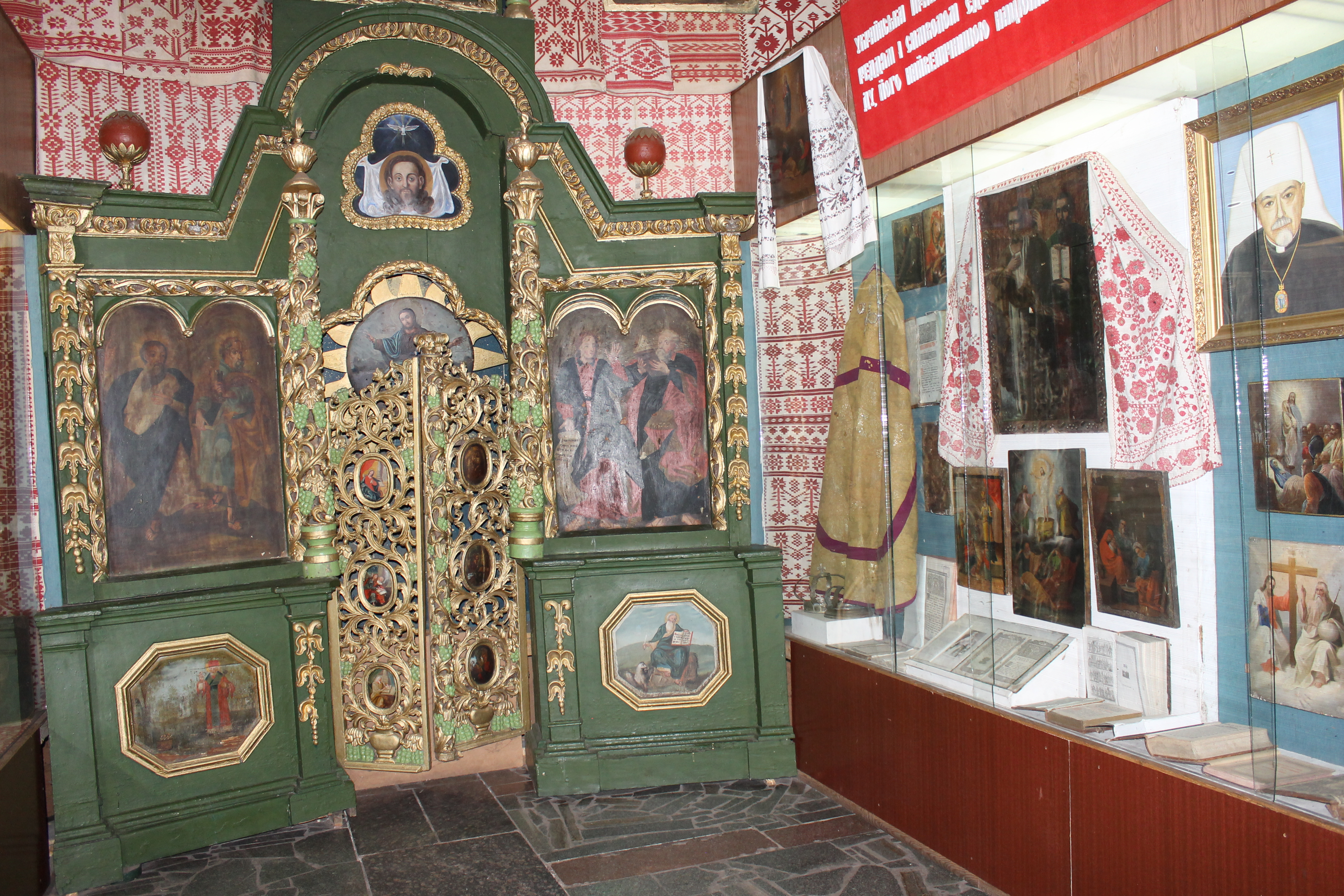
Фрагмент експозиції

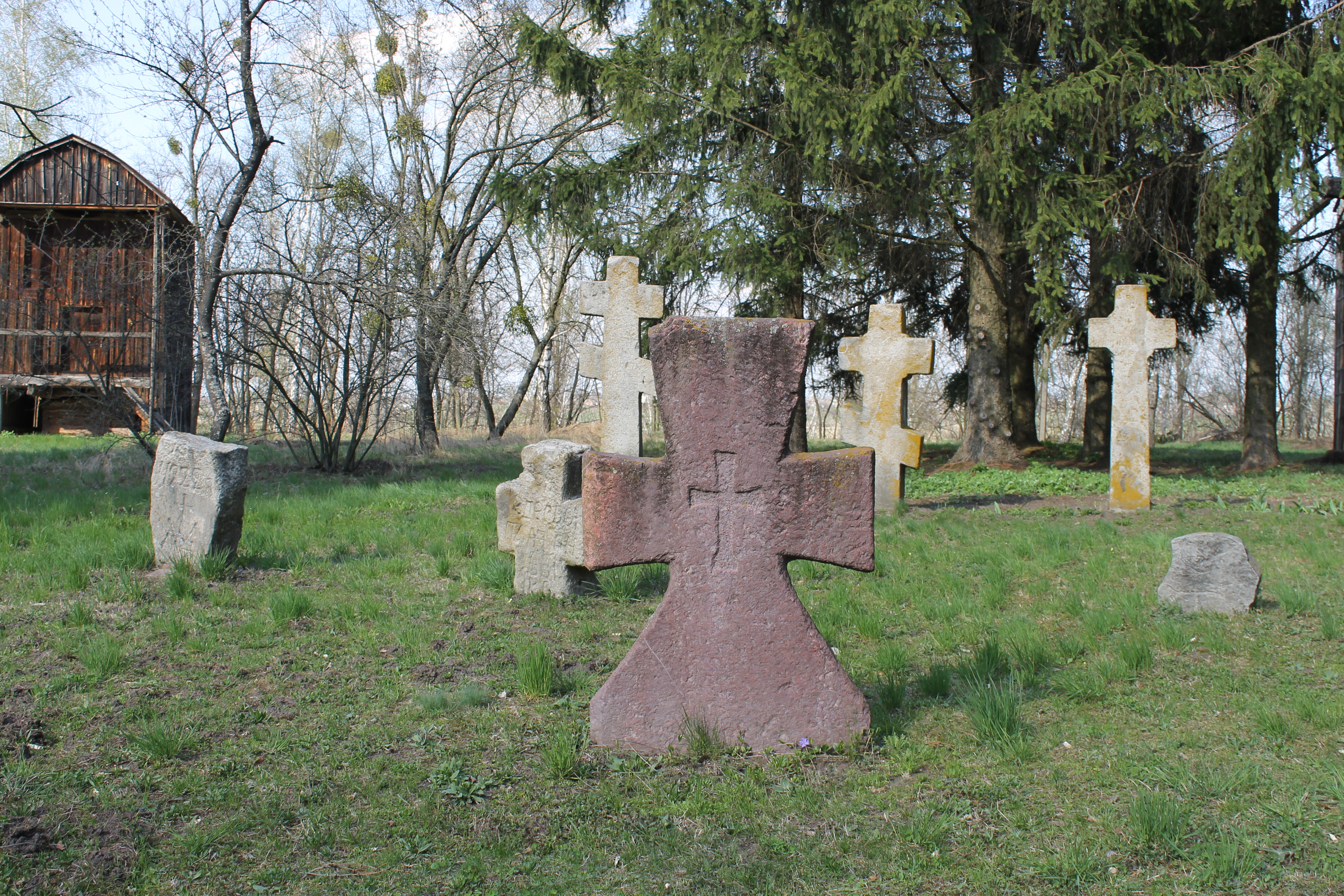
Колекція надгробних хрестів біля Покровської церкви

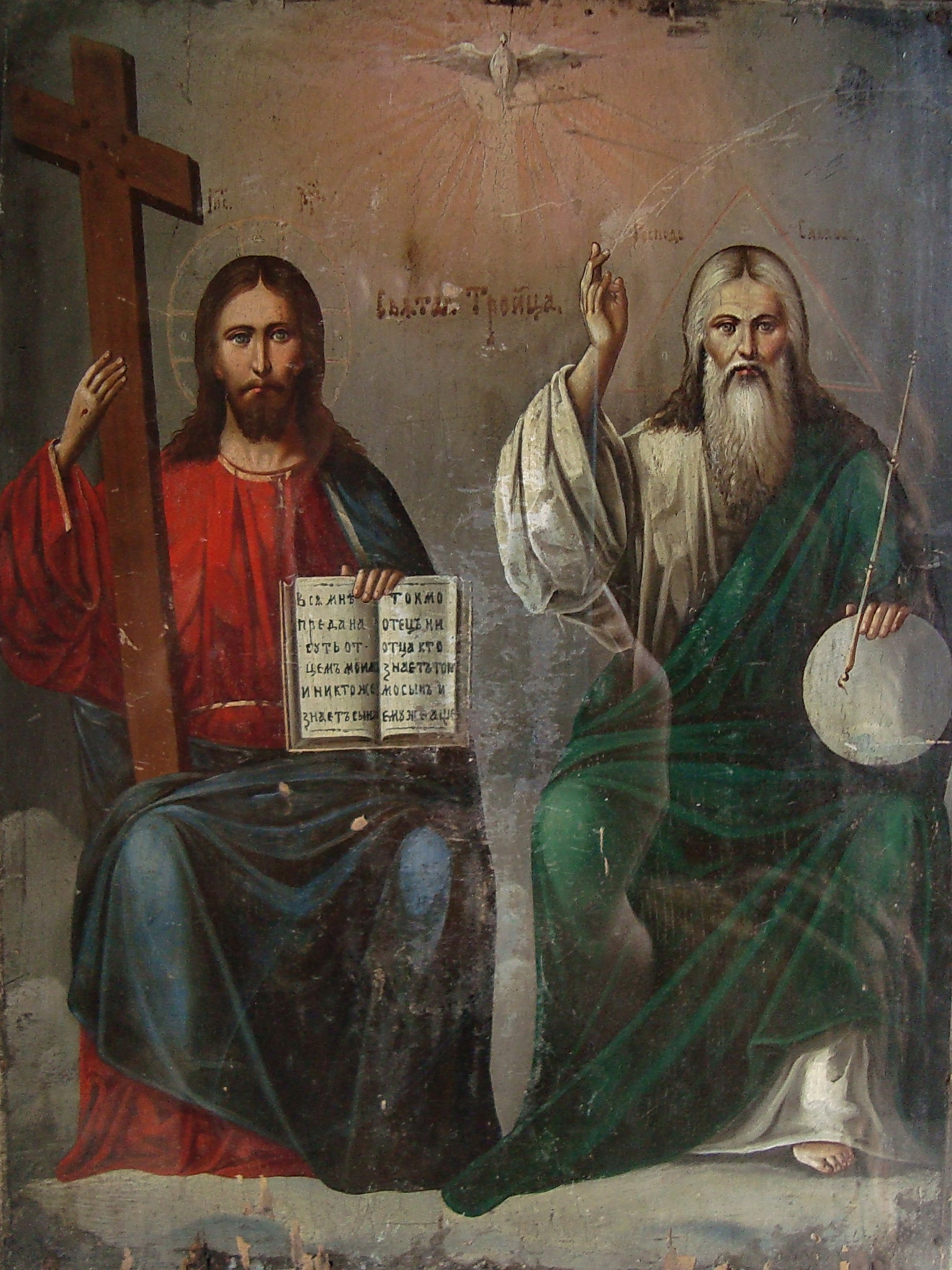

Музей історії української православної церкви — один із музеїв, розташованих на території Національного історико-етнографічного заповідника «Переяслав».

## Опис
Музей розміщений у Покровській церкві із села Сухий Яр Ставищенського району Київської області (1774 рік).

## Склад комплексу
До музейного комплексу також входять:
- Покровська козацька церква 1606 року з села Острійки Білоцерківського району Київської області;
- Дзвіниця 1760 року з села Бушеве Рокитнянського району Київської області;
- Церковна сторожка початку ХІХ ст. з села Рудяки Бориспільського району Київської області;
- Двір сільського священика другої половини XIX ст.
- Реконструкцію козацького цвинтаря, де експонуються 67 дерев'яних і кам'яних хрестів XVIII-XX ст. із поховань Середньої Наддніпрянщини;
- Жертовник-святилище епохи міді-бронзи;
- Реконструкція Збруцького святилища IX—XII ст.;
- Виставка «Історія православного хреста».

## Експозиція

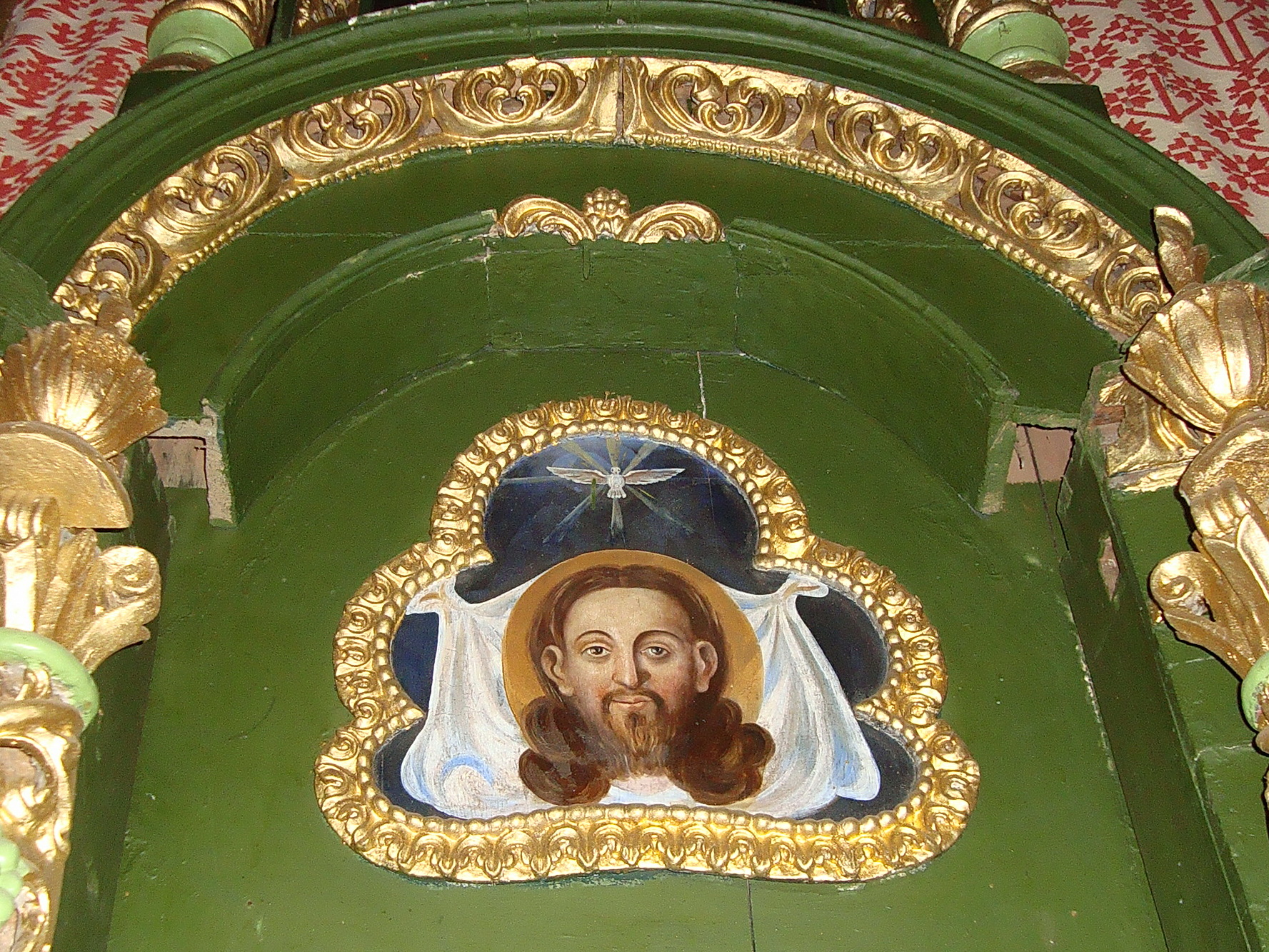
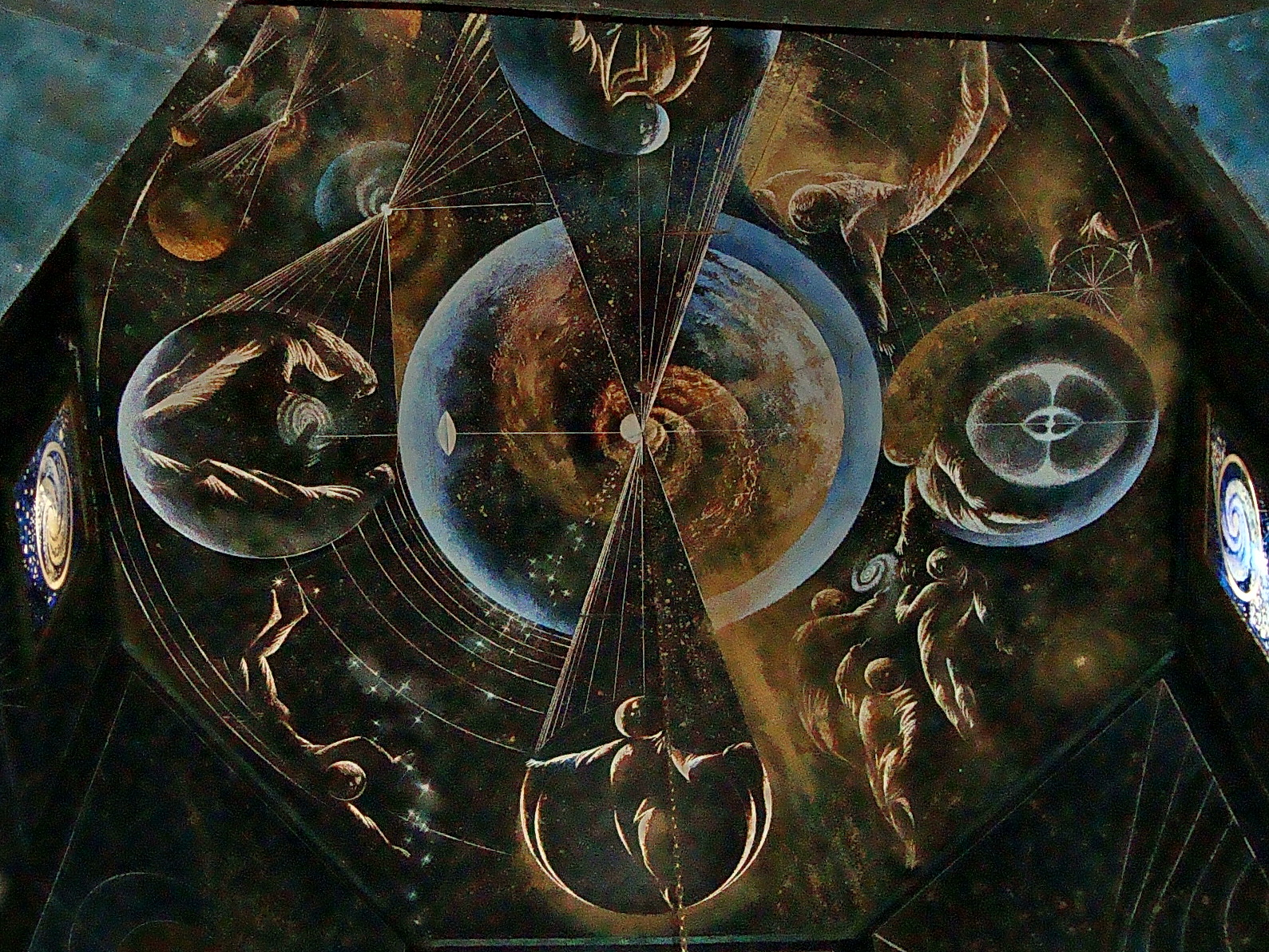
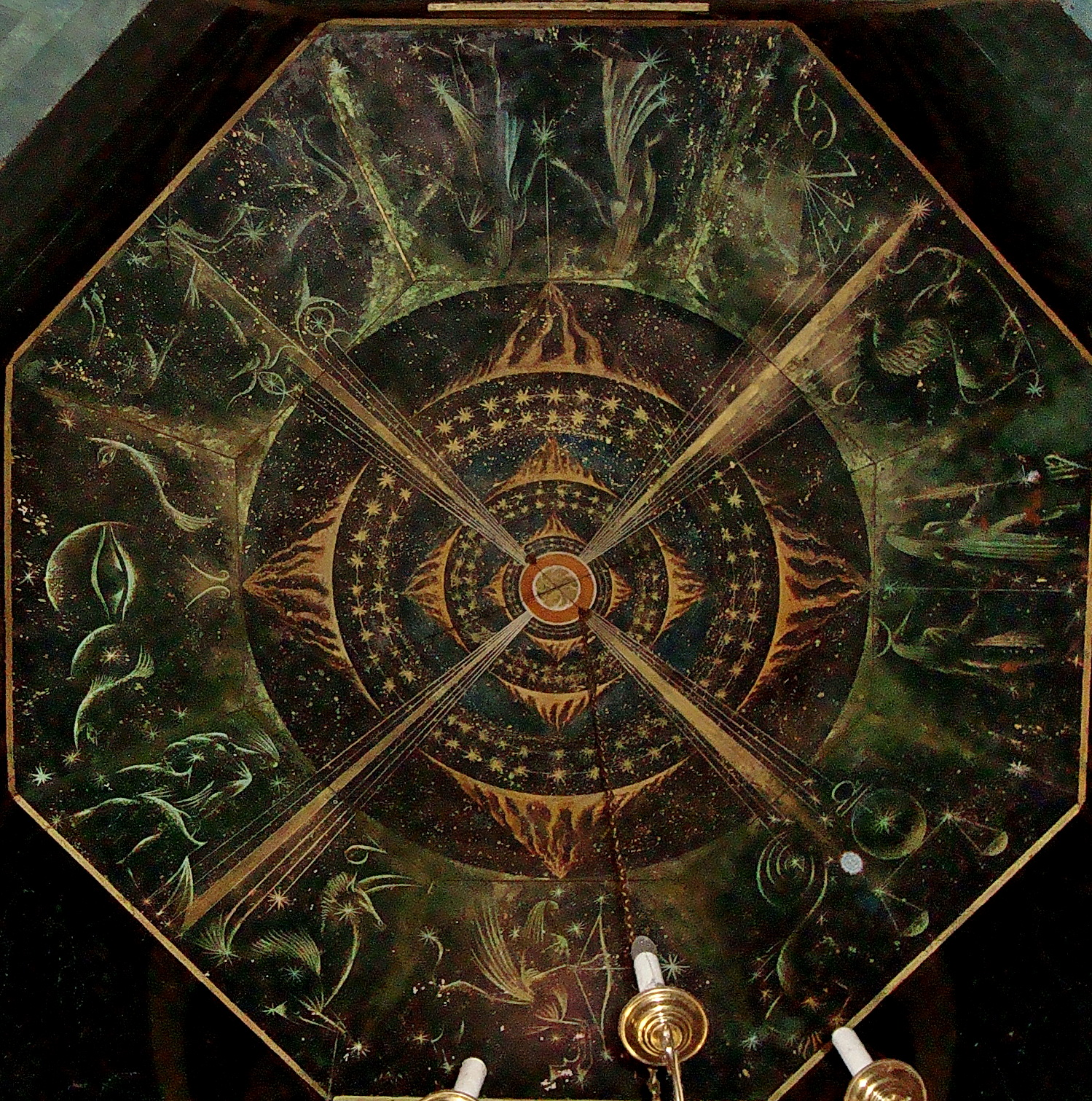
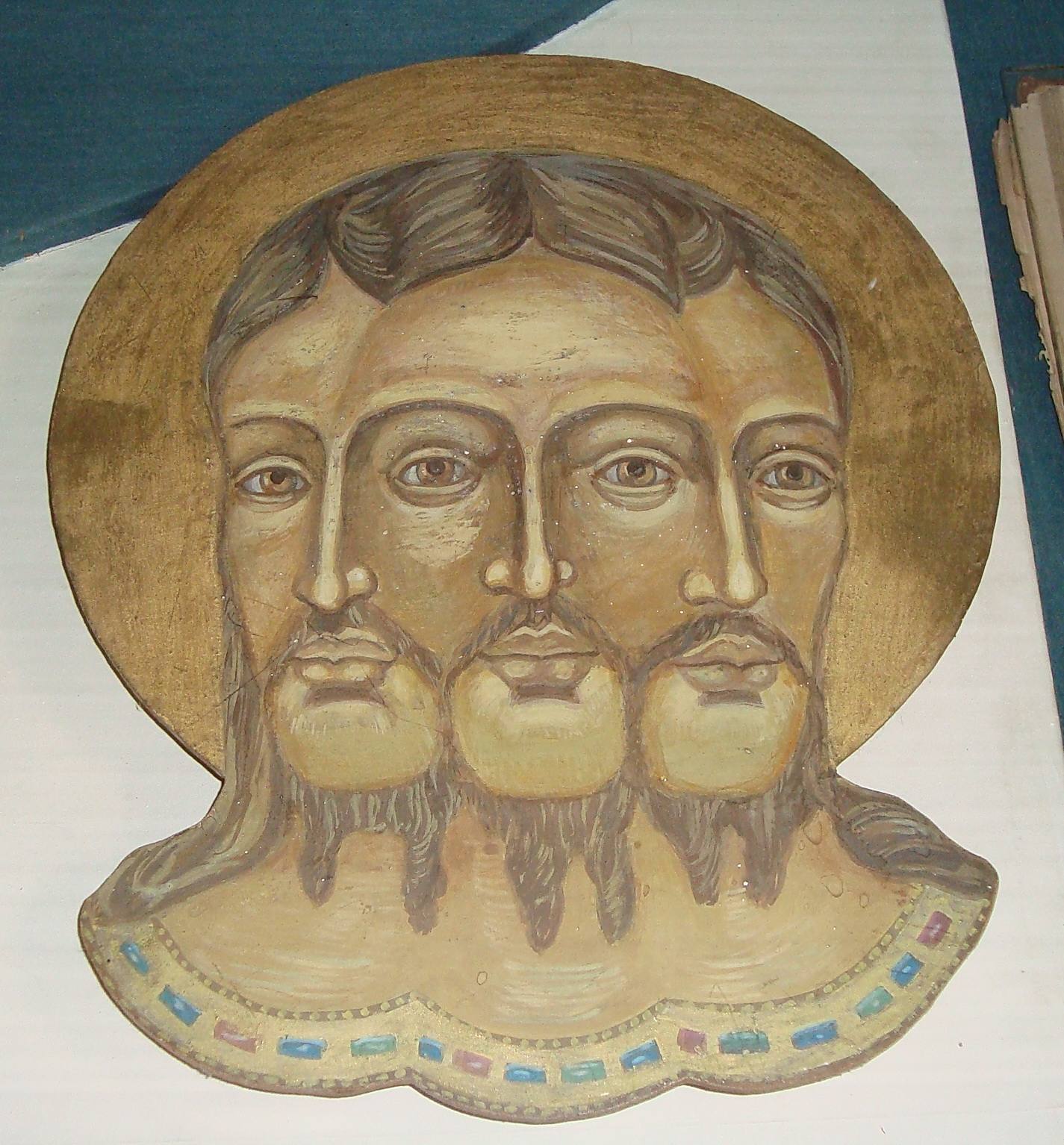
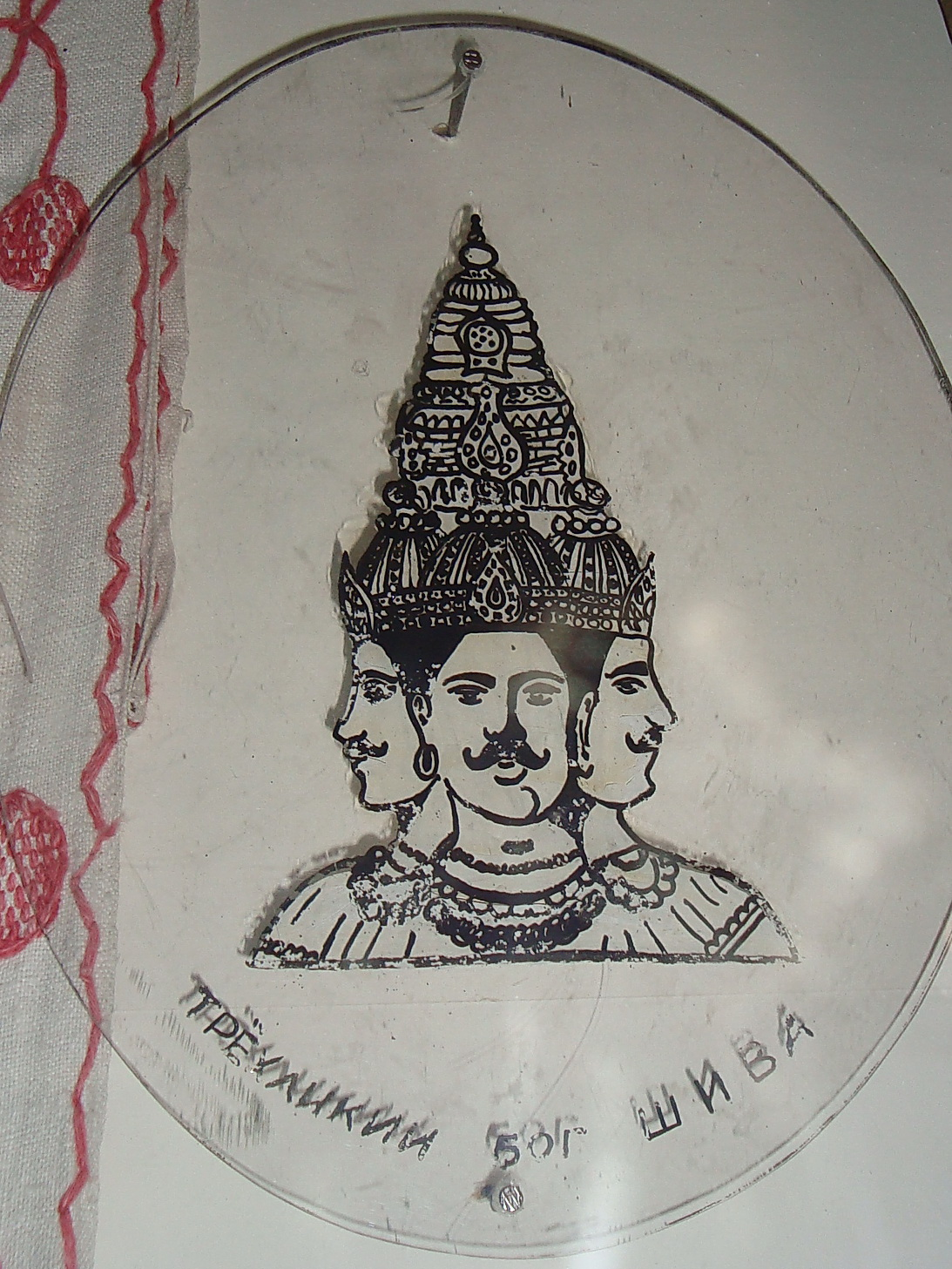

Експозиція музею висвітлює передумови запровадження християнства в Київській державі, утвердження православної церкви як загальнодержавної на теренах України-Русі, розкриває аспекти двовір'я, головні засади аскетичного життя, представляє церковне книгодрукування та твори отців і учителів Вселенської церкви. 
В експозиції відображається роль православної церкви в боротьбі за національну незалежність України у XVII—XVIII ст., висвітлено значення православних церков і монастирів в історії українського народу, сучасне релігійне життя України, вплив православної церкви на духовність українців. Представлено портрети видатних діячів православ'я, археологічні старожитності, релігійну літературу XVII—XX ст., речі церковного вжитку й побуту священнослужителів.